# Faule Mette
La Faule Mette (« Mette la paresseuse » en allemand, faisant allusion à l'emploi rare de l'arme) ou Faule Metze, était un supercanon médiéval de la ville de Brunswick, aujourd'hui en Allemagne. 
Coulé par le fondeur de canons Henning Bussenschutte sur la place centrale du marché Kohlmarkt (de) en 1411, il fut équipé d'une bouche en forme de cône (calibre de 67 à 80 cm) qui permettait l'utilisation de projectiles de taille variable. Ainsi, il pouvait tirer des boulets de pierre pesant entre 322 et 423 kg (710 et 933 livres) avec une charge de poudre variant entre 24 et 33 kg (53-73 livres). 
Le 1er novembre 1717, la Faule Mette aurait tiré un boulet en pierre de 341 kg (752 livres) à une distance de 2 442 mètres (8 012 pieds). Le canon en bronze fut refondu en 1787 et pour produire plusieurs canons de campagne légers, après avoir tiré seulement douze fois dans son histoire. 
Outre le Faule Mette, un certain nombre de supercanons européens du XVe siècle sont connus pour avoir été employés principalement dans la guerre de siège, dont le Pumhart von Steyr, le Mons Meg et le Dulle Griet tous trois en fer forgé ainsi que le Faule Mette, et le Grose Bochse, en bronze coulé.